# Hubert Déquier
Hubert Pierre Déquier (Saint-Jean-de-Maurienne, 6 november 1952) is een Frans dichter en schrijver. Hij werd bekend door zijn bundel « De opstand van een bergbewoner » uit 2011. Sinds 2008 is hij lid van de Académie de Maurienne.

## Biografie
Déquier werd geboren te Saint-Jean-de-Maurienne, waar hij de eerste jaren van zijn leven doorbracht. Zijn ouders komen uit Jarrier. Twee jaar na zijn geboorte, in 1954, verhuisde het gezin Déquier naar Saint-Martin-sur-la-Chambre. Frans was de voornaamste voertaal in het gezin, hoewel zijn vader binnenshuis ook Savoyaards sprak. Hij vestigde zich in 1968 definitief in het huis van zijn grootouders, in de bossen van Saint-Jean-de-Maurienne.
In 1995 publiceerde hij zijn eerste gedicht om zijn vrienden en collega's op het werk te vermaken. Dit werk had als titel "La Hymne des citoyens" en werd geschreven op het ritme van La Marseillaise. Desondanks waren de teksten niet nationalistisch; het gedicht ging over stakingen en uitte kritiek naar de gezondheidszorg. Sindsdien publiceerde hij gedichten, voornamelijk in het Frans, maar ook een klein aantal in het Savoyaards. Zijn gedichten werden in de loop der jaren gepubliceerd in kranten. In 2008 werd hij lid van de Académie de Maurienne.
Geïnspireerd door de maatschappelijke problemen schreef hij zijn gedichten, die in mei 2011 werden gepubliceerd in zijn boek "La revolte d'un Montagnard" (vertaald: De opstand van een bergbewoner). In deze humoristische gedichtenbundel is een maatschappijkritische ondertoon aanwezig. Ook staan er lofdichten in de bundel, waaronder aan Jean-Baptiste Grange, ook afkomstig uit de Maurienne.
Hij heeft zich laten inspireren door de Zuid-Franse dichter Jean Roubaud, zijn schoonvader en voormalig voorzitter van de Vereniging der Poeëten in Martigues. Een aantal van Roubaud's gedichten zullen door Dequier worden opgenomen in zijn aankomende boek "La Raison du Coeur". In 2011 werd hij door de voorzitter van de Académie de Maurienne, Bernard Dio, voorgedragen op het jaarlijkse boekenbal van Hermillon. Op dit boekenbal, mocht Déquier de Epische Poëzieprijs in ontvangst nemen voor zijn debuut De opstand van een bergbewoner. 

## Bekroningen
1. 2011 - Epische Poëzieprijs op boekenbal te Hermillon voor De opstand van een bergbewoner